# ヤマザキ動物看護専門職短期大学
ヤマザキ動物看護専門職短期大学（やまざきどうぶつかんごせんもんしょくたんきだいがく、英語: Yamazaki Professional College of Animal Health Technologyは、東京都渋谷区に本部を置く日本の私立専門職短期大学である。

## 概観

### 大学全体
- 東京都渋谷区に所在する日本の私立専門職短期大学で設置主体は学校法人ヤマザキ学園[1]。
- 姉妹校にあたるヤマザキ動物専門学校と同じ東京都渋谷区に本部がある。キャンパス周辺には、山手通りが横切っている。
- 2017年10月に設置認可の申請を行い、2018年11月15日、「平成31年度開設予定の大学等の設置に係る答申内容の結果、判定を可とするもの」と通達され[注釈 1]、2019年に開学。一般の短期大学における短期大学士の学位に代わり、動物トータルケア学科を卒業した者には「動物看護短期大学士（専門職）」の学位が授与される[4]。
- 2022年度より専攻科が設置された。

### 建学の精神（校訓・理念・学是）
- 生命への畏敬
- 職業人としての自立

### 教育および研究
- 動物看護師および動物ケア専門職の養成に特化した教育が行われることになっている。
- 認定動物看護師、ペット栄養管理士などの資格が取得できる。

### 学風および特色
- 日本初の専門職短期大学で、なおかつ既存のヤマザキ動物看護大学に併設される形態となっている。
- ヤマザキ動物看護大学の前身であるヤマザキ動物看護短期大学と名称と教育内容が類似している。
- ヤマザキ動物看護専門職短期大学のカレッジマークは、動物の肉球をイメージしている。
- ヤマザキ動物専門学校1号館と2号館を共同使用する形となる。

## 沿革
- 1967年
  - シブヤ・スクール・オブ・ドッグ・グルーミングが創設される。
- 1977年
  - ヤマザキカレッジに校名変更。
- 1983年
  - ヤマザキカレッジ附属日本動物看護学院を設置。
- 1994年
  - 学校法人ヤマザキ学園が成立。
- 1995年
  - 専修学校日本動物学院が開校する。
- 2000年
  - 専修学校日本動物学院を専門学校日本動物学院に変更。
- 2004年
  - 専門学校日本動物学院をヤマザキ動物専門学校に変更。
- 2017年
  - 10月 文部科学省にヤマザキ動物看護専門職短期大学設立認可に関する申請を行う。
- 2018年
  - 11月 文部科学省より「平成31年度開設予定の大学等の設置に係る答申内容の結果、判定を｢可｣とするもの」と通達され専門職短期大学の設置が認められる[注釈 1]。これにより、併設されているヤマザキ動物専門学校動物看護・美容学科（3年制）の生徒の募集を2019年度より停止し、2年制の動物看護学科と動物美容トレーニング学科を統合して、動物看護・美容・トレーニング学科の1学科体制とし、入学定員を80名から40名へ減員した[注釈 2]。
- 2019年
  - 4月1日 ヤマザキ動物看護専門職短期大学が以下の学科体制にて開学[注 1]。
    - 動物トータルケア学科 入学定員80名
- 2022年
  - 4月1日 専攻科の設置が認められ、以下の課程を置く[7]。
    - 動物トータルケア看護学専攻 入学定員10名

## 所在地
東京都渋谷区松涛2丁目3-10

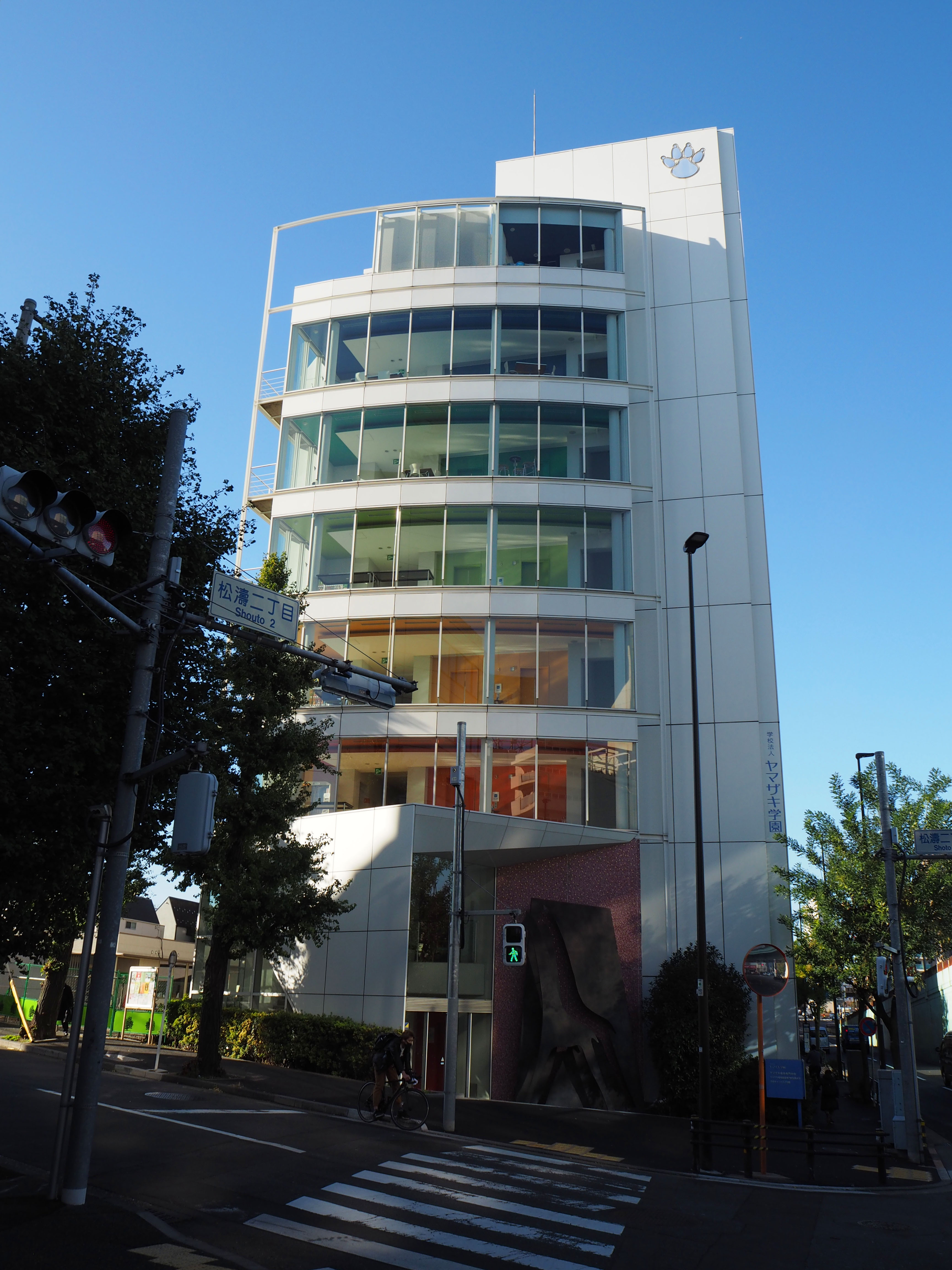
2号館

- 京王井の頭線神泉駅下車。1号館へは徒歩8分、2号館へは徒歩5分[注釈 2]

## 教育組織

### 学科
- 動物トータルケア学科 入学定員80名[1]

### 専攻科
- - 動物トータルケア看護学専攻 入学定員10名[1]

### 研究
- 『愛玩動物看護師必携テキスト』[8]

## 学生生活
- 『あしあと祭』という名称で、ヤマザキ動物専門学校と合同で文化祭が毎年行われている[9]。

## 系列校
- ヤマザキ動物看護大学
- ヤマザキ動物専門学校